# Gino Bartali
Gino Bartali, (18. srpnja 1914., Ponte a Ema, Firenca, - 5. svibnja 2000. Firenca) bio je jedna od najpopularnijih i najpoznatijih talijanski biciklista, u vremenu prije Drugoga svjetskog rata, koji je dva puta pobijedio na utrci Giro d'Italia (1936. i 1937.) i dva puta na utrci Tour de France (1938. i 1948.).
Gino Bartali bio je uspješan na utrci Milano – Sanremo gdje je slavio četiri puta (1939., 1940., 1947. i 1950.), kao i na utrci Giro di Lombardia gdje je pobijedio tri puta (1936., 1939. i 1940.).
Gino Bartali je tijekom Drugoga svjetskog rata koristio svoju popularnost kako bi pomogao talijanskim židovima da izbjegnu stradanja. Prevozio je svojim biciklom fotografije židova koje su skrivali katolički redovnici u samostanu izvan grada kako bi se izradili krivotovreni dokumenti, praveći se da trenira. Navodno je jedno prilikom vukao kola sa svojim biciklom, u kojima su se nalazile skrivene osobe, prema granici sa Švicarskom, govoreći ophodnjama da je to samo jedan od njegovih načina treniranja. Ni talijanski fašisti ni nacisti, iako su sumnjali za njegove aktivnosti, nisu ništa poduzimali, bojeći se nezadovoljstva među narodom koje bi moglo uzorkovati uhićenje tako popularne i voljene osobe u Italiji.